# Euphorbia trigona
Euphorbia trigona Mill., 1768 è una pianta succulenta della famiglia delle Euforbiacee, originaria delle zone aride dell'Africa subsahariana.

## Distribuzione ed habitat
La specie è diffusa in Congo, Gabon, Zaire, Angola e Malawi.